# Ephistemus
Ephistemus là một chi bọ cánh cứng trong họ Cryptophagidae. Các loài trong chi này bao gồm cả bọ nấm (Ephistemus globulus) và E. reitteri.